# ۲۴۰ (عدد)
۲۴۰ (عدد)یک عدد طبیعی است که بعد از ۲۳۹ و قبل از ۲۴۱ قرار دارد.